# Bernd Förster
Bernd Förster (Mosbach, 3 mei 1956) is een (West-)Duits voormalig voetballer die speelde als verdediger.

## Carrière
Förster maakte zijn debuut op het tweede niveau in 1974 voor Waldhof Mannheim maar wist te overtuigen en tekende datzelfde jaar nog een contract bij Bayern München. Hij won met de club de Europacup I 1974/75 en de Europacup I 1976/77 en in 1976 de wereldbeker voetbal voor clubteams. Hij speelde er twee seizoenen maar speelde niet veel en maakte daarom de overstap naar 1.FC Saarbrücken waar hij basisspeler werd. Hij speelde er twee seizoen en tekende daarna een contract bij VfB Stuttgart waar hij zou blijven spelen tot in 1986. In 1984 werd hij met Stuttgart landskampioen.
Hij speelde 33 interlands voor West-Duitsland, en nam deel aan het EK voetbal 1980 dat ze wonnen en aan het WK voetbal 1982 waar ze tweede werden. Zijn laatste grote toernooi speelde hij in 1984 op het EK voetbal 1984.
Zijn zoon Dennis was ook een voetballer en zijn broer Karlheinz was ook een voetballer en is nu een spelersmakelaar.

## Erelijst
- Bayern München
  - Wereldbeker voetbal voor clubteams: 1976
  - Europacup I: 1974/75, 1975/76
- VfB Stuttgart
  - Landskampioen: 1984
- West-Duitsland
  - EK voetbal: 1980

1 Schumacher ·
2 Briegel ·
3 Cullmann ·
4 K. Förster ·
5 Dietz  ·
6 Schuster ·
7 B. Förster ·
8 Rummenigge ·
9 Hrubesch ·
10 Müller ·
11 Allofs ·
12 Memering ·
13 Bonhof ·
14 Magath ·
15 Stielike ·
16 Zimmermann ·
17 Del'Haye ·
18 Matthäus ·
19 Votava ·
20 Kaltz ·
21 Junghans ·
22 Immel ·
Coach: Derwall
1 Schumacher ·
2 Briegel ·
3 Breitner ·
4 K. Förster ·
5 B. Förster ·
6 Dremmler ·
7 Littbarski ·
8 Fischer ·
9 Hrubesch ·
10 Müller ·
11 Rummenigge  ·
12 Hannes ·
13 Reinders ·
14 Magath ·
15 Stielike ·
16 Allofs ·
17 Engels ·
18 Matthäus ·
19 Hieronymus ·
20 Kaltz ·
21 Franke ·
22 Immel ·
Coach: Derwall
1 Schumacher ·
2 Briegel ·
3 Strack ·
4 K. Förster ·
5 B. Förster ·
6 Rolff ·
7 Brehme ·
8 Allofs ·
9 Völler ·
10 Meier ·
11 Rummenigge  ·
12 Burdenski ·
13 Matthäus ·
14 Falkenmayer ·
15 Stielike ·
16 Bruns ·
17 Littbarski ·
18 Buchwald ·
19 Bommer ·
20 Roleder ·
Coach: Derwall